# Klein prairiehoen
Het klein prairiehoen (Tympanuchus pallidicinctus) is een vogel uit de familie fazantachtigen (Phasianidae). De soort werd onder de naam Cupidonia cupido var. pallidicincta gepubliceerd in 1873 door Robert Ridgway.

## Voorkomen
De soort komt voor in het midden van de Verenigde Staten.

## Beschermingsstatus
Op de Rode Lijst van de IUCN heeft de soort de status kwetsbaar.